# Tauletes de Tărtăria

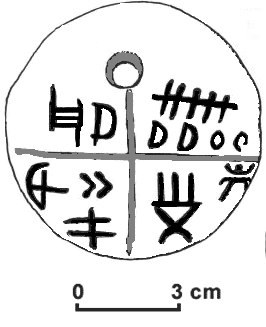
Reproducció de la tauleta circular de Tărtăria

Les taules de Tărtăria són tres tauletes d'argila trobades a Tartaria (Romania). Mostren una sèrie de símbols gravats que han sigut objecte de molta controvèrsia entre els arqueòlegs, perquè, segons algunes opinions, podrien ser una de les primeres formes d'escriptura del món. S'hi han proposat datacions que oscil·len entre 5300 ae i 3800 ae.

## Descobriment

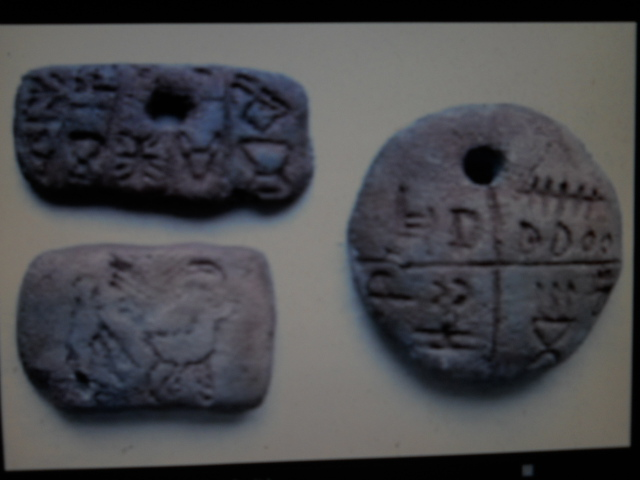
Les tres tauletes de Tărtăria

Les descobriren al 1961 a Tărtăria, un poble situat a 30 km d'Alba Iulia. Nicolae Vlassa, un arqueòleg del Museu de Cluj-Napoca, desenterrà tres tauletes amb 26 símbols, juntament amb un braçalet i diverses restes d'ossos humans. Dues tauletes són rectangulars i la tercera circular.
Les tres tauletes només presenten símbols en una de les cares. S'han trobat símbols semblants en utensilis localitzats en les excavacions de Vinča a Sèrbia i en altres indrets del sud dels Balcans; per tant, podrien estar relacionats.